# Real Academia de Ciencias Exactas, Físicas y Naturales

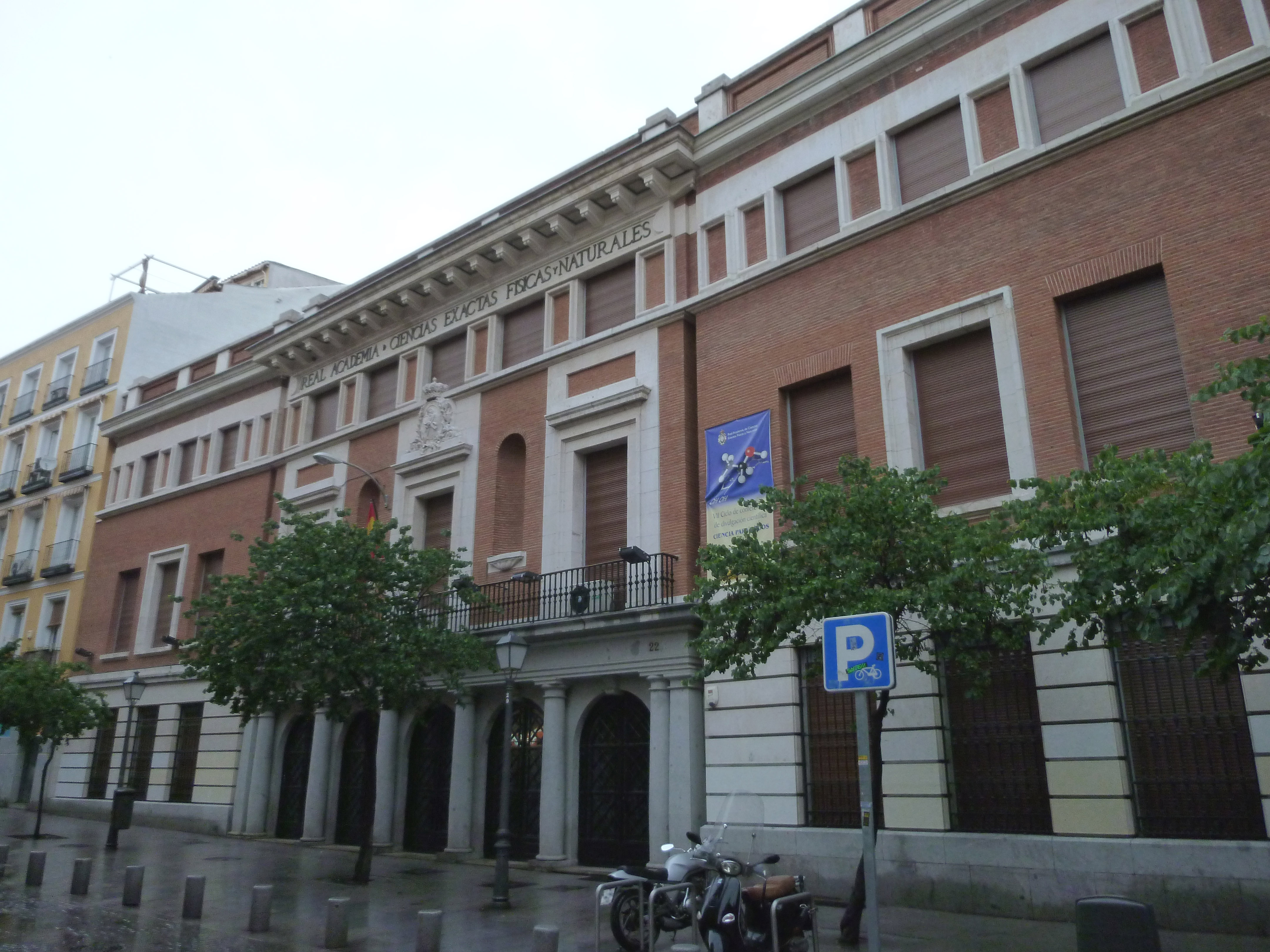
Gebäude der Akademie in Madrid

Die Real Academia de Ciencias Exactas, Físicas y Naturales (deutsch Königliche Akademie der exakten, physikalischen und Naturwissenschaften) ist die nationale Akademie der Wissenschaften Spaniens im Bereich der Mathematik und Naturwissenschaften.
Sie wurde am 25. Februar 1847 gegründet. Die Akademie mit Sitz in Madrid gliedert sich in Sektionen für exakte Wissenschaften (Mathematik und verwandte Disziplinen), physikalische und chemische Wissenschaften sowie Naturwissenschaften. Sie setzt sich zusammen aus 54 Vollmitgliedern und 90 inländischen korrespondierenden Mitgliedern sowie einer nicht festgelegten Zahl an Ehrenmitgliedern und auswärtigen korrespondierenden Mitgliedern.
Für die Geistes- und Gesellschaftswissenschaften ist die Real Academia de Ciencias Morales y Políticas zuständig.